# NGC 7443
NGC 7443 est une galaxie lenticulaire (barrée ?,) vue par la tranche et située dans la constellation du Verseau. Sa vitesse par rapport au fond diffus cosmologique est de 3 159 ± 25 km/s, ce qui correspond à une distance de Hubble de 46,6 ± 3,3 Mpc (∼152 millions d'al). NGC 7443 a été découverte par l'astronome germano-britannique William Herschel en 1785.
NGC 7443 présente une large raie HI.

En raison d'une brillance de surface égale à 11,21  mag/am2, on peut qualifier NGC 7443 de galaxie présentant une brillance de surface élevée.

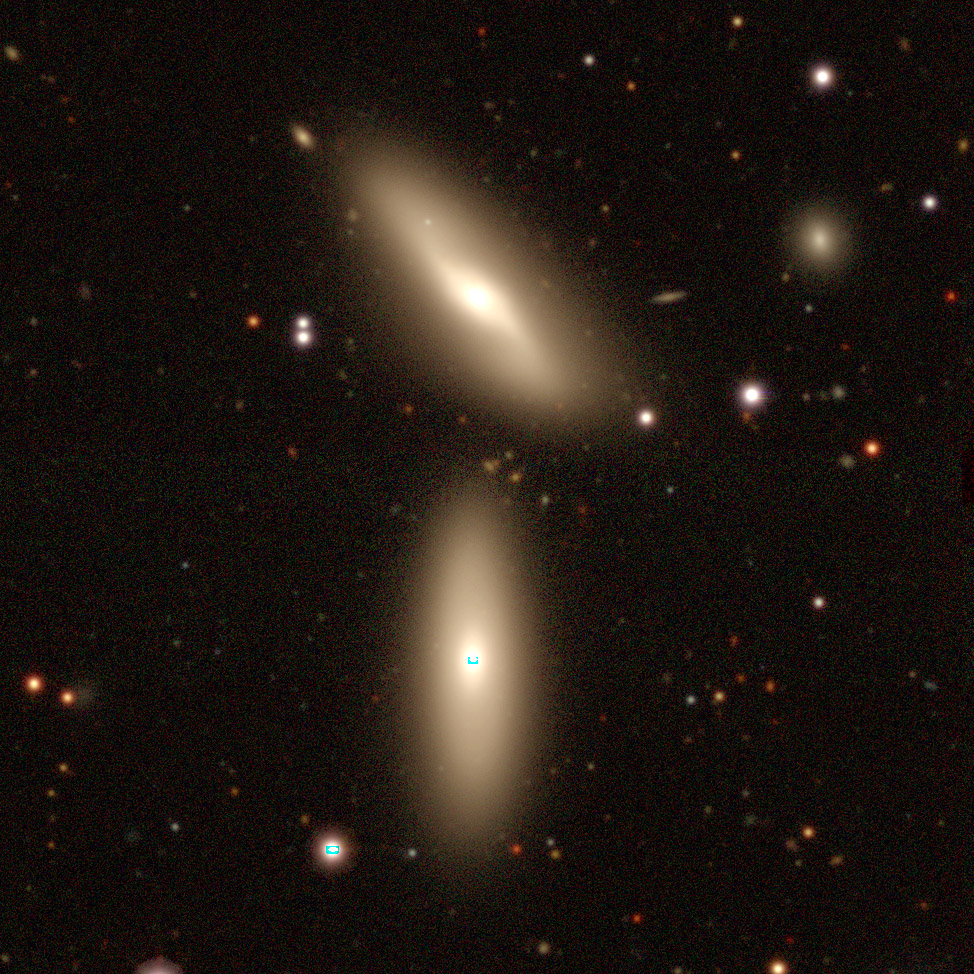
Les galaxies NGC 7443 et NGC 7444 par le projet « Legacy Surveys DR10 ».

## Groupe de NGC 7443
Selon A. M. Garcia, NGC 7443 est membre d'un trio de galaxies qui porte son nom. Le groupe de NGC 7443 compte 3 membres. Les autres galaxies du groupe sont NGC 7444 et NGC 7450.
De plus, NGC 7433 forme une paire de galaxies avec NGC 7444,.